# The Yellow Kid

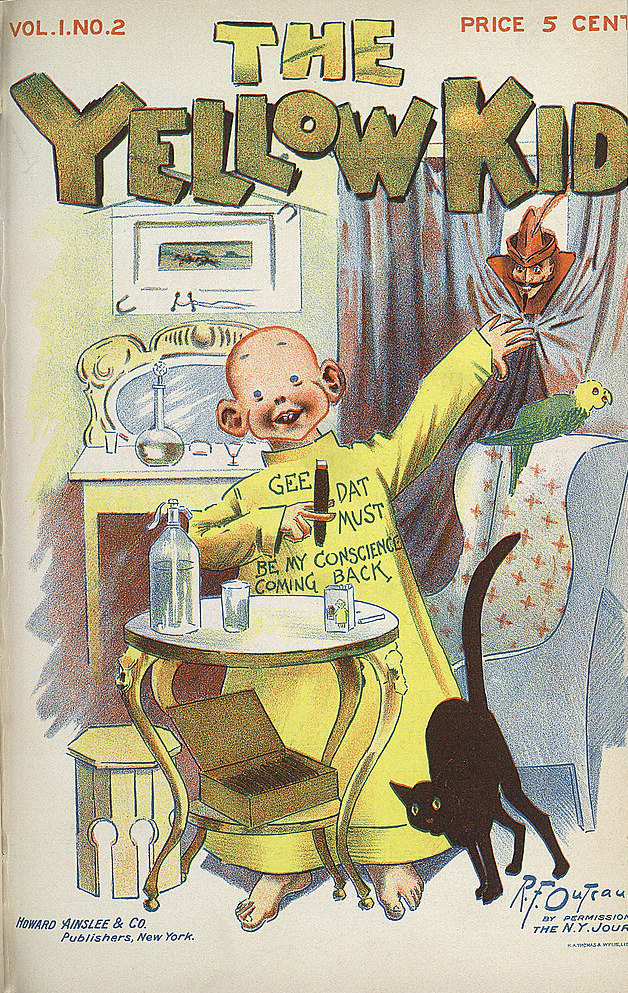
The Yellow Kid

The Yellow Kid oder Mickey Dugan war der erste moderne Comic, der ab 1895 in der New York World erschien. Er wurde von Richard F. Outcault erfunden und gezeichnet.
Erstmals war er vorher bereits in der Reihe At the circus in Hogan’s Alley aufgetaucht, die in der gleichen Zeitung erschienen war. Die Figur Mickey Dugan ist ein Kind, das in ein gelbes Nachthemd gekleidet ist, wodurch der Spitzname The Yellow Kid entstand und sich bald durchsetzte. Seine Äußerungen erschienen nicht in den typischen Sprechblasen, die auch bei den meisten anderen Figuren dieser Comicreihe erschienen, sondern waren stets auf seinem Nachthemd dargestellt und seine Sprache war eine eigentümliche Ghettosprache.
Ab 1896 war der Autor dann mit seinem Comic von der New York World zum New York Journal von William Randolph Hearst gewechselt, woraufhin die New York World George Luks anheuerte, um die Reihe fortzusetzen, so dass bis 1898, als beide Reihen eingestellt wurden, zwei Versionen des Comics in konkurrierenden Zeitungen erschienen.
Es heißt, The Yellow Kid verschaffte der Yellow Press ihren Namen. Dies ist nicht endgültig belegt, wird aber vom Amerikanisten Gert Raeithel in seiner dreibändigen Geschichte der Nordamerikanischen Kultur so vertreten. Zumindest wurde 1897 von der New York Press das Schlagwort „Yellow Kid Journalism“ geprägt, um den Auflagenkrieg zwischen den US-amerikanischen Verlegern Joseph Pulitzer und William Randolph Hearst zu umschreiben. Wahrscheinlich handelte es sich dabei um ein Wortspiel, das auf den bereits etablierten Begriff „Yellow Press“ aufsetzte. Jedenfalls werden seither im englischsprachigen Raum beide Versionen synonym verwendet und in Ermangelung einer ähnlich anschaulichen Entstehungsgeschichte hält sich die Legende vom Yellow Kid als Namensgeber einer ganzen Zeitungsgattung hartnäckig.
The Yellow Kid wurde ein großer Erfolg: Die Unterprivilegierten der amerikanischen Gesellschaft konnten sich mit ihm und mit seinen Versuchen, dem Elend zu entkommen, identifizieren. Zusätzlich machte The Yellow Kid Comic-Strips in den (amerikanischen) Zeitungen populär, so dass viele Verlage nach Zeichnern für ihre Zeitungen Ausschau hielten. Mit der Ausweitung der Strips auf längere Geschichten und ganze Seiten war der moderne Comic geboren.